# Insuetophrynus acarpicus
Az Insuetophrynus acarpicus a kétéltűek (Amphibia) osztályának békák rendjébe és az Orrosbékafélék (Rhinodermatidae) családjába tartozó Insuetophrynus nem egyetlen faja. A faj Chile endemikus faja, a Los Ríos régióban csupán néhány területen található meg 50–500 méteres tengerszint feletti magasságban.

## Megjelenése
A kifejlett hímek hossza 41–56 mm, a nőstényeké 35–53 mm. A teste zömök, lábai izmosak, jól ugró békafaj. A hátsó lábujjai részben úszóhártyásak, vékonyabbak, mint az első lábain lévő ujjak, melyek rövidek vastagok és nincs rajtuk úszóhártya. Fejének szélessége nagyobb, mint hosszúsága, orra széles, lekerekített. Szemei nagy méretűek, a hallószerve jól látható, bár nem nagy méretű. Háta vörösesbarna, fehéres szemcsézettel. Hátsó lábain keresztirányú sötétebb sávok láthatók. Torka rózsaszínes sárga, hasa halvány színű. Hátán szemcsézett, szemölcsös bőr található. Hasi bőre is szemcsézett, kivéve a torkán, ahol sima.

## Élőhelye
Az Insuetophrynus acarpicus mérsékelt övi erdők folyóiban él. A kifejlett egyedek kövek nappal alatt rejtőzködnek, éjszaka indulnak táplálkozni. Az ebihalak lassú folyású, iszapos területeken kövek alatt találhatók meg.
A faj viszonylag kis területen él, a terület a part mentén mindössze 33 km-re nyúlik. Élőhelyét az erdőiortás fenyegeti.